# Бруно Соріано
Бруно Соріано (нар. 12 червня 1984, Артана, Іспанія) — іспанський футболіст, захисник.

## Життєпис
Вихованець «Вільярреала» Бруно Соріано 1 жовтня 2006 року зіграв свій перший матч за основну команду на виїзді проти «Мальорки». Протягом сезону 2006/07 півзахисник виступав як за основну команду так і за «Вільярреал Б».
У сезоні 2007/08 Бруно став основним гравцем «Вільярреала», провівши за команду в чемпіонаті, національному кубку і Кубку УЄФА в цілому 31 вичтуп. У тому ж сезоні півзахисник забив перший за свою професійну кар'єру гол — в четвертому раунді Кубка Іспанії у ворота «Лас-Пальмаса».
12 лютого 2015 року у грі проти «Барселони» отримав пошкодження і за прогнозами лікарів вибув на 2 місяці.